# Fife High School
Fife High School je střední škola ve městě Fife v americkém státě Washington. Jedná se o jedinou střední školu v okrsku Fife.

## Historie
Při založení v roce 1899 vznikla střední škola jako část všeobecné Fife School, kde se žáci učili od počátků základní školy do absolvování střední školy. Od nižších stupňů se odloučila až roku 1930, kdy byla postavena nová školní budova. V té době byly také vybrány školní barvy, kterými jsou královská modrá a zlatá.

## Sporty
Škola soutěží na úrovni 2A v Nisquallyjské lize, dříve působila na úrovni 3A v lize Seamount-Pierce County. Jejím rivalem je White River High School v nedalekém Buckley.
V 90. letech a na začátku tohoto tisíciletí škola dominovala mezi dívčími volejbalovými týmy v jižní části regionu Pugetův záliv. Zasloužil se o to hlavní trenér Jan Kirk, který i nadále vede tento tým. Mezi lety 1992 a 2001 se tým pokaždé umístil mezi nejlepšími čtyřmi na státním mistrovství, v letech 1992, 1995, 1996 a 1999 ho i vyhrál.
Mezi další nabízené sporty patří cheerleading, přespolní běh, americký fotbal, tenis, golf, fotbal, plavání, basketbal, zápas, baseball, softball a atletika.
Svou trenérskou kariéru na škole začínal jako asistent trenéra pozdější trenér týmu amerického fotbalu University of Washington, Jim Lambright.

## Absolventi
- Mark Emmert (1952) - bývalý prezident University of Washington, nynější výkonný ředitel univerzitní sportovní asociace NCAA
- Jake Wambold (2000) - zakládající člen a bývalý kytarista hardcorové kapely Aiden